# Upplands runinskrifter 75

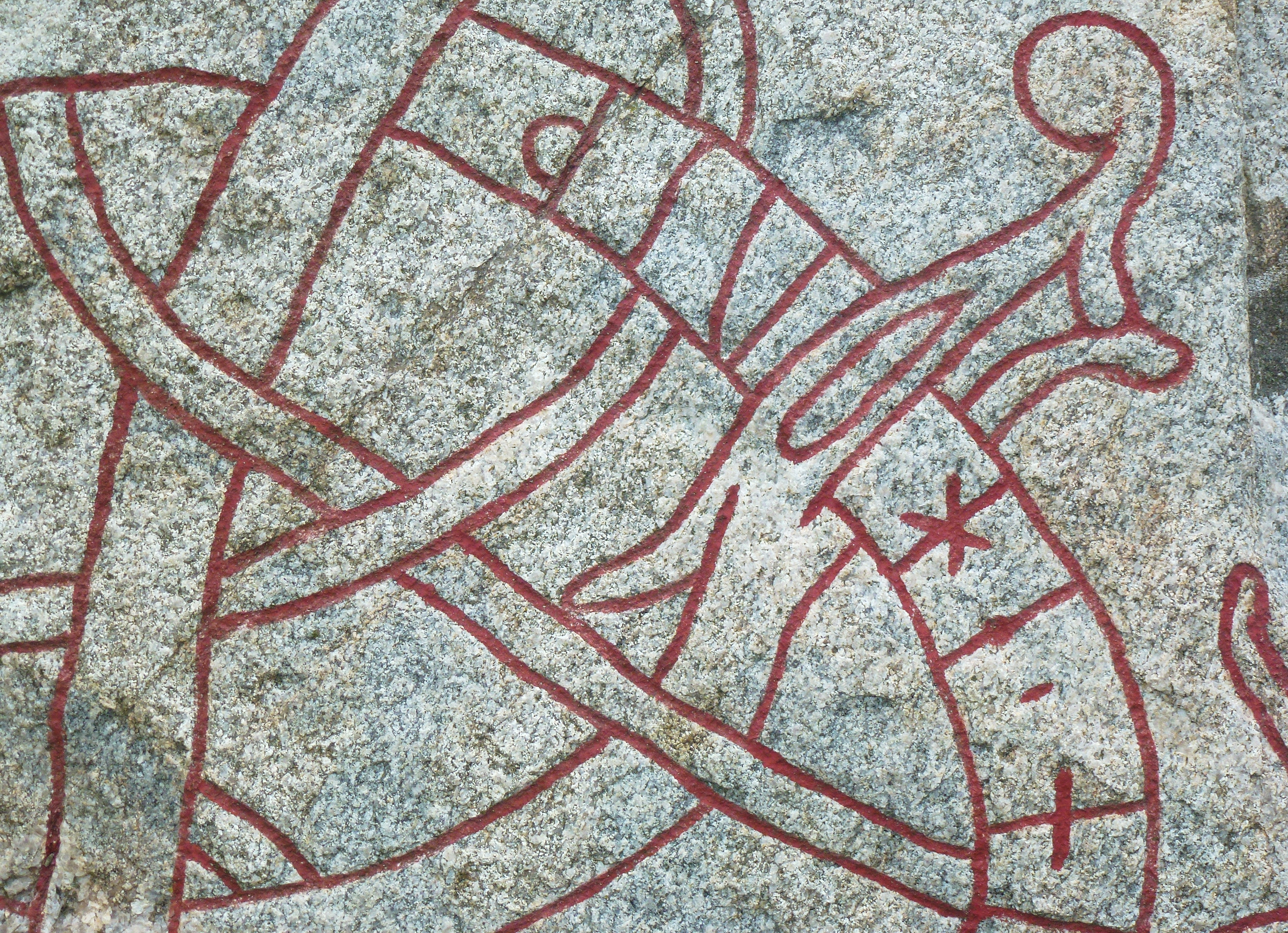
Detalj

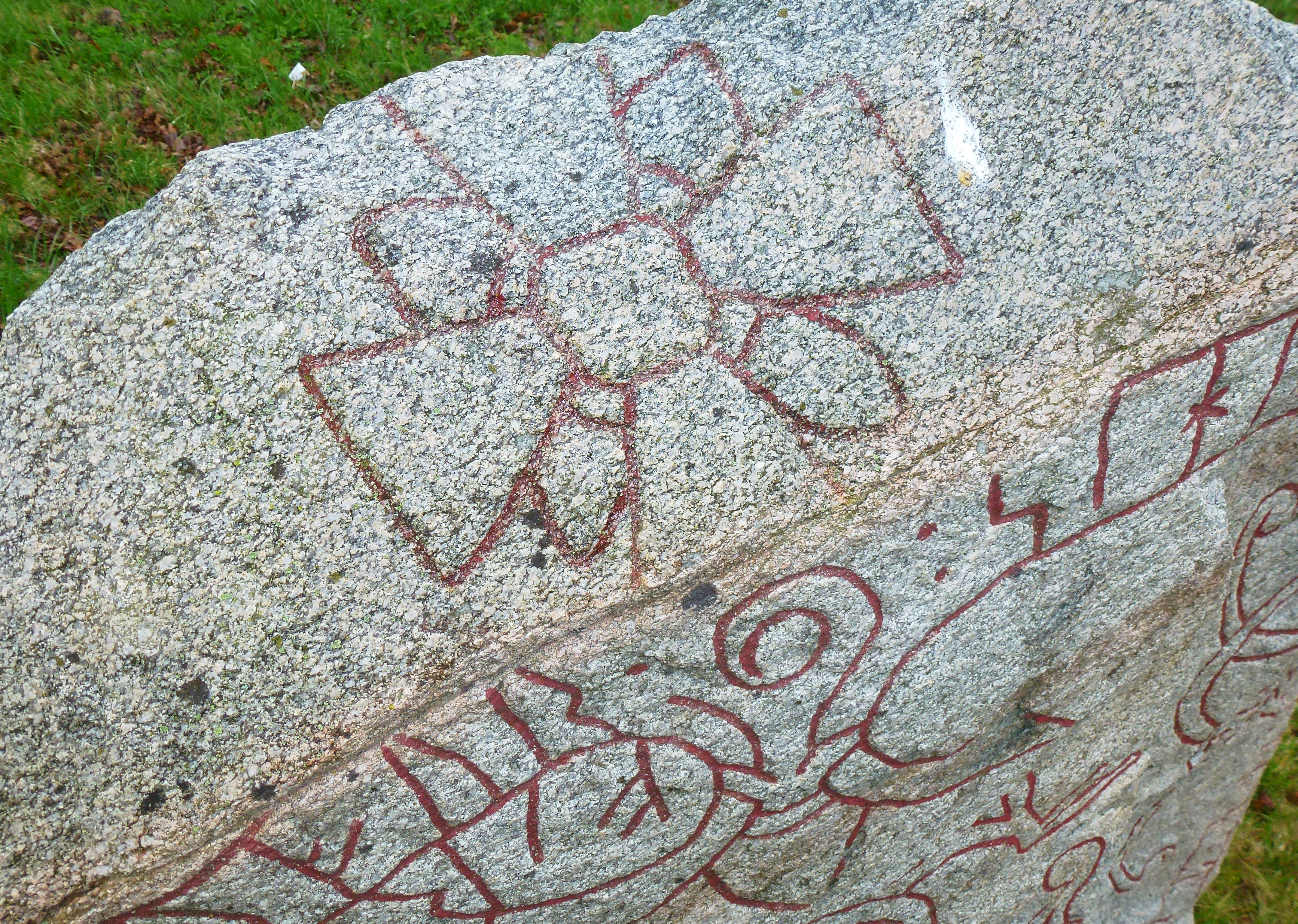
Korset på ovansidan

Runinskrift U 75, även kallad Kistastenen, är en runsten som står vid Kista gård i stadsdelen Kista, i Spånga socken och Stockholms kommun i Uppland.

## Stenen
Stenen är av granit, cirka 1,4 meter hög och 0,3 - 0,4 meter tjock. Runslingans bredd är ungefär 8 centimeter. Ovansidan är smyckad med en symbol som liknar ett kristet ringkors med fyra likadana armar. Stenen står strax öster om Kista gård, men platsen är inte den ursprungliga. Stenen flyttades dit i samband med ett vägbygge vid sekelskiftet 1900. Ursprungsplatsen är okänd. På inskriften förekommer namnet "Jovurfrid" vilket är unikt och endast känt från denna runsten.

## Inskriften
Translitterering av runraden:
: sihuiþr : lit : reisa : þina stein : eftʀ : faþur · sin · ehuiþ auk · moþu : sna · hulmfriþi : auk : iyfur·firþ
Normalisering till runsvenska:
Sigviðr let ræisa þenna stæin æftiʀ faður sinn Egvið/Hægvið ok moður sina Holmfriði, ok Iufurfriðr.
Översättning till nusvenska:
Sigvid lät resa denna sten efter sin fader Egvid och sin moder Holmfrid, och Jovurfrid.
Kvinnonamnet Iöfurfríðr finns belägen bara på U 75 och U 1098.